# Amada Anime Série : Super Mario Bros.
 (avril 2014).
Si vous disposez d'ouvrages ou d'articles de référence ou si vous connaissez des sites web de qualité traitant du thème abordé ici, merci de compléter l'article en donnant les références utiles à sa vérifiabilité et en les liant à la section « Notes et références ».
Amada Anime Série : Super Mario Bros. (アマダアニメシリーズ スーパーマリオブラザーズ, Amada Anime Shirīzu: Sūpā Mario Burazāzu.) est une série de trois OAV de 15 minutes diffusée pour la première fois au Japon le 3 août 1989. Sous autorisation de Nintendo, elle est produite par le studio Studio Junio avec une production de Shinichirou Ueda et écrit par Juri Yagi. La série est inspirée des contes traditionnels comme Momotarō, Issun-bōshi et Blanche-Neige, et a une forte ressemblance liés entre eux. Les OAV se nomment d'ailleurs Momotarō, Issun-bōshi et Snow White.

## Épisodes

### Momotarō
Peach s'occupe de Obaasan (grand-mère) et Ojiisan (grand-père) mais Bowser et ses enfants la capturèrent. Heureusement, Mario arriva sur Terre dans une pêche et les deux Frères Marto furent alors surpris et s'occupèrent de lui comme un jeune enfant. Mario leur explique qu'il a été envoyé par les cieux pour sauver la princesse Peach. Il leur demanda s'il pouvait partir pour aller combattre Bowser sur une île. En chemin, Mario rencontre un Spike, un Frère Marto et un Parabruyinsecte avec lesquels il se lie d'amitié. Ensemble, ils vaincront Bowser. Il retournera chez les grands-parents avec Peach et passèrent une vie agréable tous ensemble.

### Issun-bōshi
L'histoire commence avec Mario qui vit pour l'instant dans une vie paisible agréable. Mario, malgré son incroyable petitesse, était bien traité par ses parents. Un jour, Mario se rendit compte qu'il ne grandirait jamais, il prit donc la décision de partir en voyage pour trouver sa place dans le monde. Aimant se croire un samuraï miniature, on donna au jeune Mario une aiguille à coudre pour épée, un bol de nouilles comme bateau et des baguettes pour avirons. Il navigua vers le bas de la rivière mais par malchance fut emporté par un courant qui le mena jusqu’à la ville, où il fit rencontre de la princesse Peach qui lui avait sauvé la vie. Il fut méprisé pour sa taille, mais elle décida quand même de l'accompagner comme son amie de jeu. Tandis qu'ils voyageaient ensemble, ils furent soudainement attaqués par Bowser, qui s’occupa d'avaler Mario. Il battit Bowser en le piquant de l'intérieur avec son aiguille/épée. Bowser le recracha, laissa tomber un maillet magique et s'enfuit. Comme récompense pour son courage, la princesse utilisa le pouvoir du maillet pour lui donner une taille normale. Mario et Peach restèrent des compagnons proches et partirent en navette volante.

### Snow White
Un jour, Bowser se regarda dans le miroir et, voyant Peach choisie, il décida de la tuer. Il essaya d'abord de la capturer en envoyant des ennemis. Errant dans la forêt, Peach rencontra Mario qui les combattit et décida d'emmener Peach chez sept Kinopios (Toad). Mais un jour, alors que les sept Toad partirent dans les bois, Bowser se déguisa en marchand de pommes et Peach, en mangeant une qui était empoisonné, tomba dans un sommeil profond. Les Toad en revenant virent Peach et la croyaient morte. Ils la déposèrent dans un cercueil, et c'est alors que Mario arriva et la fit boire de la potion magique. En les remerciant, elle raconta ce qu'avait fait Bowser et furieux, ils allèrent le combattre. Ils battirent des Kuribos (Goomba) et attaquèrent Bowser mais Mario était stressé car Bowser allait tuer Peach. Cependant, Luigi donna un gros coup surprise sur Bowser et les deux frères cassèrent le miroir et tuèrent Bowser. Et ainsi, tout le monde vécut en paix.

## Musique
La plupart des morceaux de musique de l'animée sont issus de l'album Out of Silence et Port of mystery de l'auteur compositeur grec Yanni. On peut y retrouver le thème Street Level par exemple. 

## Doublage
Source : Anime News Network
- Mario : Tōru Furuya
- Bowser, Iggy Koopa et Larry Koopa : Masaharu Satō
- Peach, Toad, Wendy O. Koopa et Morton Koopa Jr. : Miyako Endo
- Luigi, "père" de Mario (Issun-bõshi), Spike et Koopalings : Naoki Tatsuta
- Narratrice : Toshiko Sawada